# FindFace
FindFace ist eine Website, die mittels Gesichtserkennungsalgorithmen heraufgeladene Bilder den Profilbildern von vk.com-Benutzern zuordnet und somit die Personen identifiziert.
FindFace ist ein Produkt von NTech Lab Ltd. und wurde von Alexander Kabakov und Artem Kukharenko erstellt. Im MegaFace-Wettbewerb der University of Washington konnte der Algorithmus von FindFace 73 % von einer Million Gesichtern korrekt zuordnen. Laut der Sicherheitsfirma Kaspersky erkennt die Software bei Fotos in guter Qualität neun von zehn Personen.
Bekanntheit erhielt FindFace im Jahre 2016 dadurch, dass Benutzer den Dienst auf eine systematische Weise dazu genutzt hatten, um die Identität von Porno-Darstellerinnen und mutmaßlichen Prostituierten zu enthüllen und zu veröffentlichen. Betroffen waren auch Frauen, die bei der russischen Website Intimcity.ru sexuelle Dienstleistungen anboten. Ein Jahr später wurden durch die App Teilnehmer einer Demonstration des russischen Oppositionellen Alexej Nawalny identifiziert und denunziert.